# Макаров, Пётр Степанович
Пётр Степанович Макаров (1768—1815) — генерал-майор, герой войн против Наполеона.

## Биография
Происходил из дворян Чухломского уезда Костромской губернии, родился в 1768 году. В военную службу записан в 1780 году. 1 января 1783 года явился в строй и был зачислен подпрапорщиком в лейб-гвардии Преображенский полк.
1 января 1787 года произведён в поручики с переводом в Кавказский пехотный полк и по прибытии на Кавказ сразу же принял участие в боях с турками и горцами на Кубани, отличился в 1790 году при взятии крепостей Анапа и Суджук-Кале.
12 марта 1792 года Макаров был переведён в Корпус морской артиллерии «цехмейстером капитанского чина» и в 1794 году, находясь в отряде гребных судов капитана 2-го ранга Д. Н. Сенявина, крейсировал в Балтийском море и участвовал «в перехвате мятежных шаек и транспортов с оружием у берегов Курляндии и Самогитии и взятии десантом Полангена с мятежным гарнизоном».
В октябре 1798 году Макаров в чине майора находился в эскадре своего дяди вице-адмирала М. К. Макарова и на линейном корабле «Исидор» совершил плавание к берегам Голландии, где участвовал в кампании 1799 года против французов, при штурме батарей на мысе Гельдер был ранен картечью в правый бок и за отличие награждён орденом св. Иоанна Иерусалимского.
10 августа 1805 года Макаров получил чин подполковника и был назначен адъютантом к генералу от кавалерии Михельсону. В этой должности он в 1806—1807 годах сражался с турками на Дунае. Отличился при осаде Измаила, за что 13 сентября 1807 года был произведён в полковники с зачислением в лейб-гвардии Егерский полк, а 25 ноября того же года получил золотую шпагу с надписью «За храбрость».
26 ноября 1810 года за беспорочную выслугу 25 лет в офицерских чинах награждён орденом св. Георгия 4-й степени (№ 2209 по кавалерскому списку Григоровича — Степанова).
С началом в 1812 году Отечественной войны Макаров находился в 1-й Западной армии и принимал участие во многих сражениях с французами. Так он отличился в Смоленском сражении, при Колоцком монастыре был ранен в правую руку, но остался в строю и сражался в Бородинском бою, за отличие в этих сражениях получил орден св. Владимира 3-й степени. Затем он участвовал в делах с французами при Тарутине, Малоярославце и Вязьме. За отличие под Красным Макаров в 1813 году получил золотую шпагу с надписью «За храбрость» и алмазными украшениями.
В Заграничных кампаниях 1813—1814 годов Макаров был в сражениях под Люценом и Бауценом, причём в последнем деле получил рану в грудь.
18 июля 1813 года Макаров был произведён в генерал-майоры (за отличие в сражении под Красным) и 12 ноября того же года назначен шефом лейб-гвардии Павловского полка. В этом качестве он участвовал в сражениях под Пирной, Кульмом, Теплицем и Лейпцигом. 29 октября 1813 года он был удостоен ордена св. Георгия 3-й степени (№ 342 по кавалерским спискам)
В воздаяние отличных подвигов мужества, храбрости и распорядительности, оказанных в сражении против французских войск 17 августа 1813 года при Кульме.
Кроме того, от прусского короля он получил особый знак Железного креста.
Отличившись при штурме Монмартрских высот, Макаров был награждён орденом св. Анны 1-й степени. После бегства Наполеона с острова Эльбы в 1815 году Макаров вновь был в походе походе во Францию, но участия в военных действиях не принимал.
Скончался 7 декабря 1815 года в Санкт-Петербурге и по воле матери похоронен в Чухломе. Из списков исключён умершим 17 апреля 1816 года.